# Abell 39
Abell 39 — à ne pas confondre avec l'autre Abell 39/ACO 39, qui est la 39e entrée du catalogue Abell qui répertorie environ 4 000 amas de galaxies — est une nébuleuse planétaire de forme presque parfaitement sphérique située dans la constellation d'Hercule dans l'hémisphère nord. Elle porte le nom de Abell 39 parce qu'elle fait référence à un autre catalogue publié par George Ogden Abell, celui-ci portant sur 86 anciennes nébuleuses planétaires découvertes par Abell et Albert George Wilson lors du Palomar Observatory Sky Survey.
Nébuleuse peu brillante, sa distance est estimée à environ 6 800 années-lumière de la Terre et à 4 600 années-lumière du plan galactique. Avec son rayon d'environ 2,5 années-lumière, elle est l'une des plus grandes nébuleuses planétaires connues,.

## Structure et composition
Malgré sa coquille sphérique presque uniforme, la limite est de la nébuleuse est 50 % plus lumineuse que la limite ouest. Cette asymétrie pourrait être reliée à la position décentrée de l'étoile. D'autres irrégularités lumineuses sont observées à la surface de la coquille.
L'anneau brillant entourant la nébuleuse est d'une épaisseur moyenne d'environ 10,1 secondes d'arc (0,34 année-lumière). Un faible halo s'étend jusqu'à environ 18 secondes au-delà de l'anneau, donnant un diamètre total d'environ 190 secondes d'arc à la nébuleuse, considérant que l'émission est uniforme autour de la nébuleuse planétaire.
La nébuleuse s'étend depuis environ 22 100 ± 1 700 années, supposant une vitesse d'expansion située entre 32 et 37 kilomètres par seconde et un rayon de 0,78 parsec.
Des galaxies en arrière-plan sont visibles proches et à travers la nébuleuse transparente.
Sa quantité d'oxygène est environ moitié moindre que celle du Soleil.

## Étoile centrale
Son étoile centrale est située légèrement à l'ouest du centre de la nébuleuse, à 2 secondes d'arc (0,1 année-lumière). Cette position ne semble pas due à une interaction avec le milieu interstellaire mais plutôt à une hypothétique asymétrie lors de l'éjection de la masse au moment de la mort de l'étoile, ce qui aurait accéléré et décentré l'étoile de la nébuleuse.
La masse de l'étoile est estimée à 0,61 masse solaire, qui s'ajoute à la masse du reste de la nébuleuse, estimée à 0,6 masse solaire.